# Марк Минков
Марк Анатолиевич Минков, (25 ноември 1944 г., Москва, СССР – 29 май 2012 г.) е руски композитор.

## Живот
Роден е на 25 ноември 1944 г. в Москва в семейството на Анатолий Евсеевич Минков и Фаина Михайловна Лигорнерова. На петгодишна възраст започва да свири на пиано, но също така и да композира. Тъй като не знае музикални ноти, той записва мелодията със символи, които сам измисля. Посещава музикално училище от шестгодишна възраст, но се интересува повече от композицията, отколкото от техниката на пианото. Напуска музикалното училище и се занимава с музика частно. В крайна сметка е приет директно в третата година на музикалното училище към Московската консерватория, където учи композиция при Александър Иванович Пирумов и Николай Николаевич Сиделников.
През 1960 г. постъпва в музикалното училище към консерваторията. Завършва академията през 1964 г. и става редовен студент в консерваторията в класа на Арам Хачатурян. Още през първите две години на обучение той пише цикли от песни по текстове на Робърт Бърнс и Александър Блок. Завършва консерваторията през 1969 г. и на следващата година е приет в Съюза на композиторите на СССР въз основа на своите композиции.
През същата година получава поръчка да композира музика за многосериен полицейски телевизионен сериал, наречен „Следствие ведут ЗнаТоКи“ (Разследването се води от експерти). Темата на сериала „Нашата служба“ (Если кто-то кое-где у нас порой…) с текст на Анатолий Сергеевич Горохов е толкова успешна, че дори се превръща в неофициален химн на съветската и по-късно руската полиция.
В началото на 70-те години Минков създава песенен цикъл по думи на испанския поет Федерико Гарсия Лорка „Викът на китарата“. В няколко години на Международния конкурс „Пьотр Илич Чайковски“ този цикъл е сред задължителните произведения в певческото състезание. Директорът на Московския детски театър Наталия Сакова моли Минков да композира детска опера за нейния театър. За рекордно кратко време той написва операта „Вълшебна музика, или Да направим опера“. Операта печели Голямата награда на Фестивала за музикален театър в Хамбург и е редовна част от репертоара на детските театри по света.
След успеха на музиката към сериала „Наша служба“ получава много поръчки за музика за филми и театрални представления. Неговите песни са интерпретирани с голям успех от най-добрите руски певци като Алла Пугачова и Валентина Толкунова.
Освен филмова музика и популярни песни Минков композира и класическа музика. През 1982 г. той поставя балета „Разбойниците“ по пиесата на Фридрих Шилер в Малия оперен театър в Ленинград, а в края на 80-те години пише друга опера за театъра на Наталия Сакова: „Няма да се извиня“. В сътрудничество с поета и драматург Юрий Рибчински през 1992 г. той пише операта „Бялата гвардия“, но тя не е изпълнена. Автор е и на мюзикълите за Робин Худ и Мустафа.
Той почива внезапно от сърдечен удар във вилата си на 29 май 2012 г. Погребан е на Востряковското гробище.